# Lene Jenssen
Lene Jenssen (Fredrikstad, 22 aprile 1957) è un'ex nuotatrice norvegese.

## Carriera
All'apice della carriera vinse la medaglia d'argento nei 100m stile libero ai campionati mondiali di Berlino 1978.

## Palmarès
- Mondiali

Berlino 1978: argento nei 100m stile libero.